# Schloss Winzingen

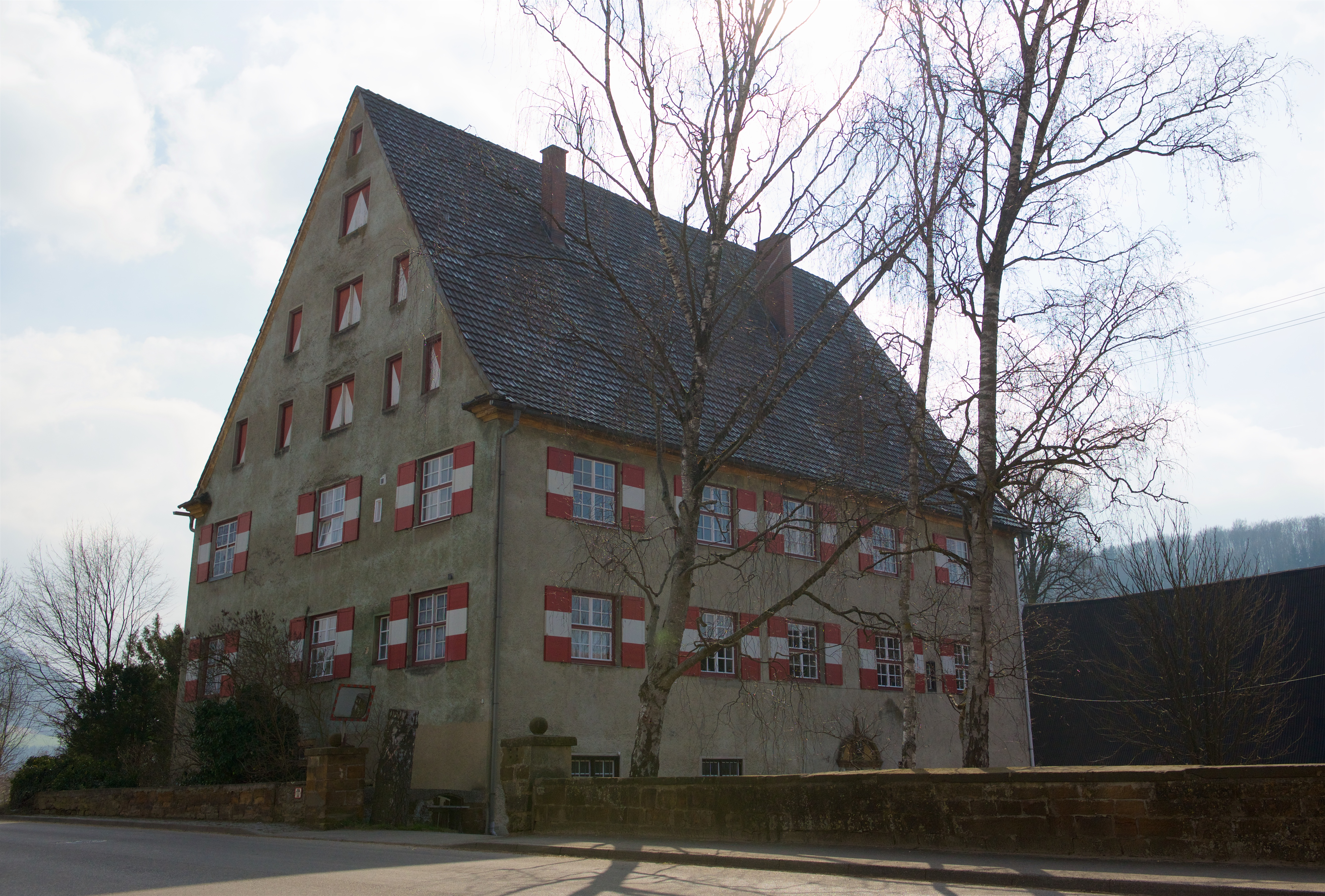
Schloss Winzingen

Schloss Winzingen ist eine Anfang des 17. Jahrhunderts erbaute Schlossanlage im Donzdorfer Ortsteil Winzingen im Landkreis Göppingen in Baden-Württemberg.

## Geschichte
Bereits im Hochmittelalter lässt sich ein Adelssitz des Ortsadels in Winzingen nachweisen. Nach deren Aussterben im Jahr 1369 gelangte die Burg über die Herren von Ahelfingen, Herren von Degenfeld und die Herren von Rechberg zu Staufeneck im Jahre 1599 an die Herren von Neuhausen. 1607 verkaufte Philipp von und zu Neuhausen und Alfdorf das Rittergut Winzingen an seinen Schwager Joachim Berchtold von Roth. Dieser ließ um 1610 die Burg abreißen und einen dreigeschossigen massiven Rechteckbau im Renaissancestil errichten. Nach dem Tod von Joachim Berchtold von Roth 1621 fiel das Rittergut zurück an seinen Schwager Philipp von Neuhausen, der es im selben Jahr an Freiherr Benjamin von Bubenhofen verkaufte. Unter ihrer Herrschaft wurde das Schloss 1743 und 1744 durch den Unterelchinger Baumeister David Madel umgebaut, von dem das bubenhofensche Wappen über dem Gartenportal, drei Stuckdecken im ersten Obergeschoss, sowie das Treppenhaus und der Dachstuhl erhalten geblieben sind. Im Jahr 1824 wurde das Schloss durch die Grafen von Rechberg und Rothenlöwen erworben, in deren Besitz es sich heute immer noch befindet. Heute wird das Schloss als privater Wohnsitz genutzt.